# 司各特纪念塔
司各特纪念塔（Scott Monument）是一个维多利亚哥特式纪念塔，纪念苏格兰作家沃尔特·司各特。它位于爱丁堡的王子街花园，隔王子街与詹纳斯百货公司相对，靠近愛丁堡威瓦利站。
该塔高200英尺6英寸，通过狭窄的阶梯，可以到达尖顶上的一系列观景台，俯瞰爱丁堡市中心及周边景色。登上最高的观景台要攀登287级台阶，爬上去的人可以取得纪念证书。该塔是用开采自附近的Ecclesmachan的砂岩建成，石头中含有沥青，使其变成了黑色。

## 历史

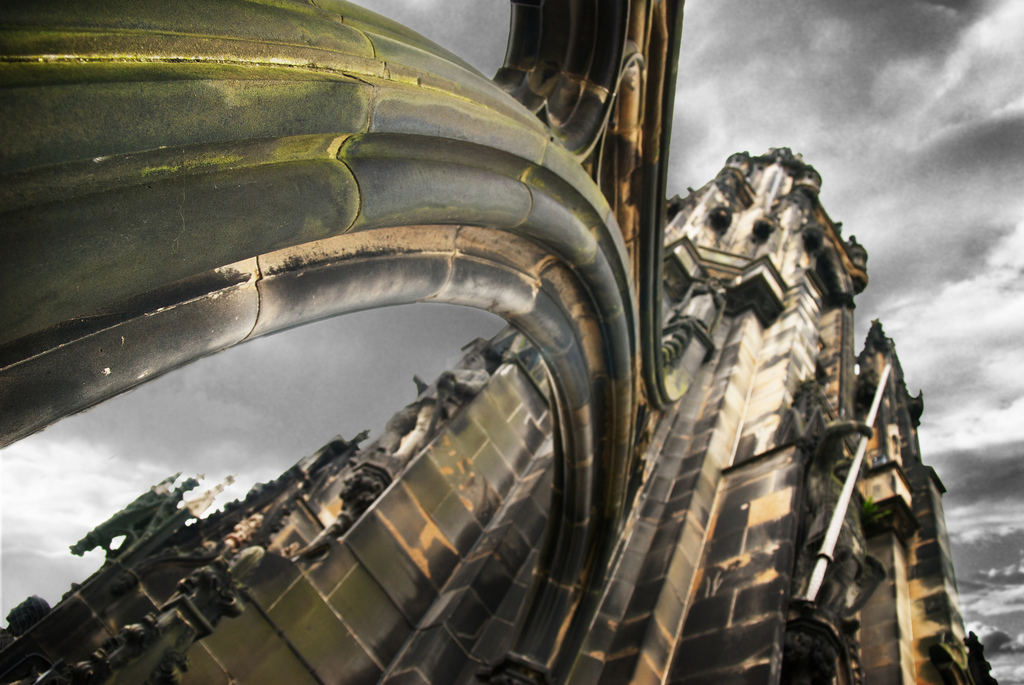

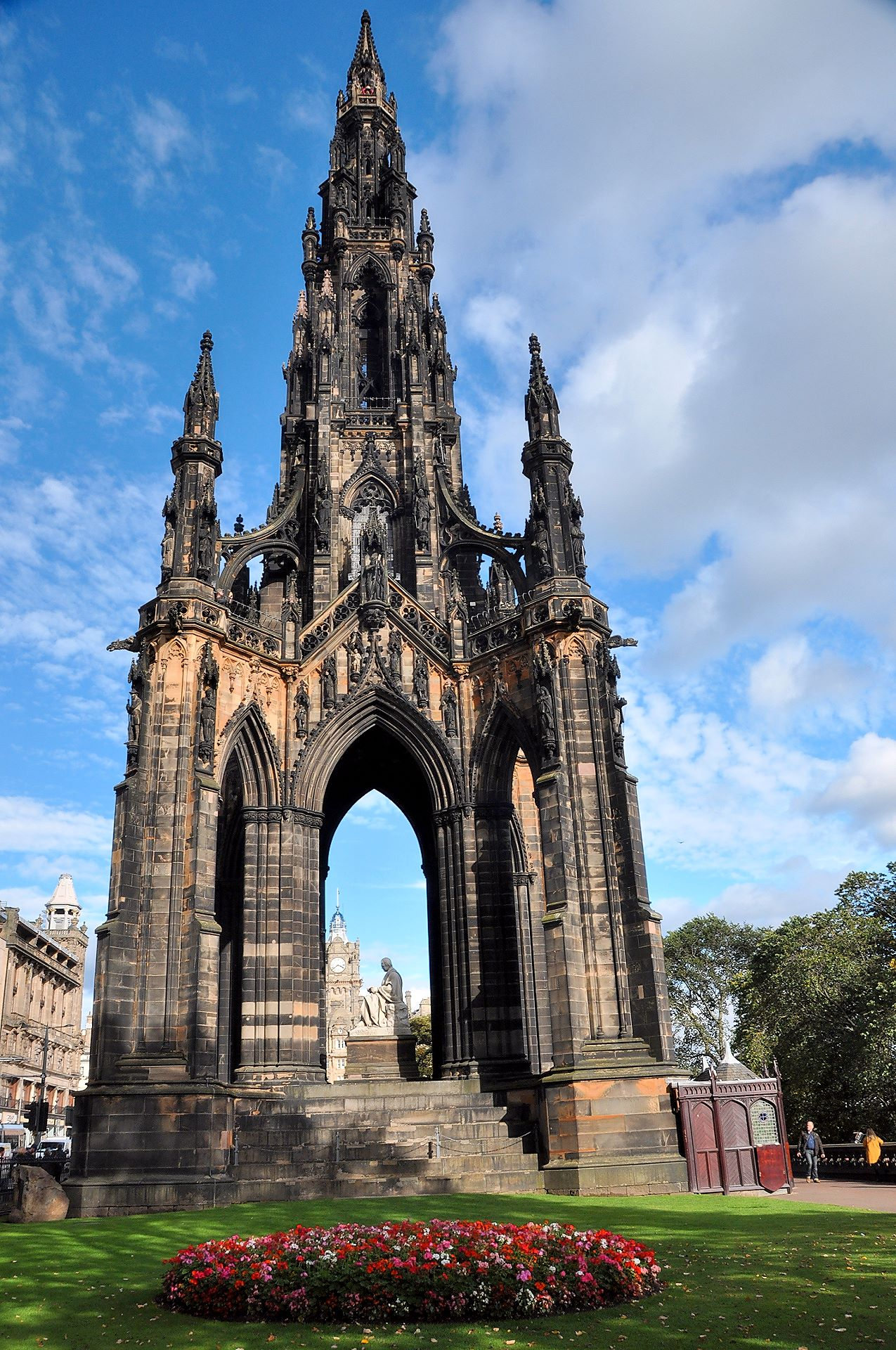

1832年斯科特去世后，举行了一次他的纪念碑设计比赛。四十五岁的木匠、绘图员、自学成才的建筑师乔治·米克尔·肯普担心他缺乏资格和声望，用中世纪梅尔罗斯修道院建筑师的名字John Morvo参加，在1838年与肯普签署了合同。
John Steell 在塔的四根柱子中间设计了斯科特的巨大坐像，用白色卡拉拉大理石雕刻，手拿鹅毛笔，身边是他的狗梅达。
奠基在1840年8月15日举行。1841年获国会法案允许后开始兴建，于1844年8月完成，由坎普的儿子安放了顶石（finial）。总造价为 £16,154/7/11 1846年8月15日，纪念塔正式揭幕，坎普本人缺席，他在1844年3月6日大雾弥漫的夜晚步行回家时落入联合运河身亡淹死。
在20世纪90年代，该纪念塔曾几度关闭维修。为此又重新开放了原来的采石场，来获取雕刻工匠需要的匹配的砂岩。按原样恢复的全部费用为236万英镑，由遗产彩票基金、苏格兰文物局和爱丁堡市议会出资。1996年，由于维修成本事宜，曾引发是否要出售给私人的讨论，目前，该纪念塔由爱丁堡市议会文化和体育部管理。